# Sofia Mattsson
Sofia Magdalena Mattsson (ur. 11 listopada 1989 w Gällivare) – szwedzka zapaśniczka startująca w stylu wolnym, mistrzyni świata, dwukrotna mistrzyni Europy. Czterokrotna olimpijka. Złota medalistka olimpijska z Rio de Janeiro 2016 w kategorii 53 kg. Startowała w igrzyskach olimpijskich w Pekinie, zajmując 12. miejsce (48 kg). Na ćwierćfinale zakończyła swój występ podczas igrzysk olimpijskich w Londynie w 2012, sklasyfikowana na siódmym miejscu w kategorii 55 kg. W Tokio 2020 zajęła trzynaste miejsce w kategorii 53 kg.
Największym jej sukcesem na mistrzostwach świata jest złoty medal w Herning (2009). Na tej samej imprezie zdobyła również srebrny medal w 2011, 2013, 2014 i 2015 roku. Jest również ośmiokrotną medalistką mistrzostw Europy (złotą w 2010, 2013, 2014, 2016). Triumfatorka igrzysk europejskich w 2015 i 2019. Ósma w Pucharze Świata w 2015. Zdobyła trzy złote medale na mistrzostwach nordyckich w latach 2013–2019. Mistrzyni świata juniorów w 2006 i 2007 roku.